# Рая Назарян
Рая Назар Назарян е български юрист и политик от ГЕРБ. Народен представител от ГЕРБ в XLVIII и XLIX Народно събрание. Председател на Парламентарната комисия за противодействие на корупцията. Избрана е за председател на L Народно събрание на 20 юни 2024 г.

## Биография
Рая Назарян е родена на 16 септември 1985 г. във Варна в арменско семейство. Средното си образование завършва във варненската Хуманитарна гимназия „Константин Преславски“. Следва право в Университета за национално и световно стопанство в София. Разведена е с бизнесмена Емил Арабаджиев. Има едно дете.
От 2013 г. е членка на Софийската адвокатска колегия. Работи в областта на облигационното, вещното, застрахователното, семейното и наследствено право. Специализира се в областта на извънсъдебно уреждане на търговски и застрахователни спорове. Кариерата ѝ започва в кантората на Менко Менков, който е адвокат на Бойко Борисов.
Народен представител от листата на ГЕРБ – СДС от 24 МИР – София в XLVIII  Народно събрание; Заместник-председател на Парламентарната комисия по превенция и противодействие на корупцията; членка на Парламентарната комисия по правни въпроси. Избрана за народен представител от листата на ГЕРБ – СДС от 24 МИР – София в XLIX Народно събрание. Част от преговорния екип на партията по несъстоялата се ротация с „Продължаваме промяната – Демократична България“ (ПП – ДБ) в изпълнение на споразумението между ГЕРБ – СДС и ПП – ДБ от 6 юни 2023 г. Изкачването ѝ в политиката започва след избора на Десислава Атанасова за конституционен съдия през януари 2024 г., след което тя, заедно с Теменужка Петкова и Деница Сачева, става зам.-председател на парламентарната група на ГЕРБ. 
Процесуален представител е на Делян Добрев по иска на Илиян Василев срещу Добрев от 27.01.2023 г., с който Василев претендира за компенсация за това, че над година и половина не е разполагал със средствата си заради наложения му запор по изгубеното (от Добрев) дело за клевета от 2021 г. Това дело е определяно като стратегическо съдебно производство, насочено срещу участието на обществеността (SLAPP). За предоставената правна защита Назарян получава договорно възнаграждение от банковата сметка на ГЕРБ – вид разход извън обхвата на предвиденото в чл. 29 от Закона за политическите партии.
През юни 2024 година, когато е председател на антикорупционната комисия в парламента, прави изявление, че САЩ са били подведени при налагане на санкциите на корумпирани политици по закона Магнитски в България и за партия ГЕРБ тези санкции нямат реално стойност.